# Djendel (distrito)
Djendel é um distrito localizado na província de Aïn Defla, no norte da Argélia.[carece de fontes?] Sua capital é Djendel.

## Municípios
O distrito está dividido em dois municípios:
- Djendel
- Barbouche